# 北川邊町
北川邊町（日语：〔〕／ Kitakawabe machi */?）是埼玉縣東部北端的一個人口約1万3千人的町。已於2010年3月23日與加須市、騎西町、大利根町合併為新設置的加須市。